# Campo San Martino
Campo San Martino là một đô thị thuộc tỉnh Padova vùng Veneto, tọa lạc cách khoảng 40 km về phía tây bắc của Venezia và cách khoảng 15 km về phía bắc của Padova. Tại thời điểm ngày 31 tháng 12 năm 2004, đô thị này có dân số 5.520 người và diện tích 13,1 km².
Đô thị Campo San Martino bao gồm các frazioni (các đơn vị cấp dưới, chủ yếu là làng) Marsango and Busiago.
Campo San Martino giáp các đô thị: Curtarolo, Piazzola sul Brenta, San Giorgio delle Pertiche, San Giorgio in Bosco, Santa Giustina in Colle, Villa del Conte.